# Banat-Air-Flug 166
Auf dem Banat-Air-Flug 166 (Flugnummer: BZ166) ereignete sich am 13. Dezember 1995 bei Verona ein schwerer Flugunfall. Eine Antonow An-24, die die rumänische Banat Air von der Romavia geleast hatte, um einen Charterflug von Verona nach Timișoara vorzunehmen, verunglückte kurz nach dem Start vom Flughafen Verona. Unfallursache war ein Strömungsabriss und Kontrollverlust wegen einer fehlenden Flugzeugenteisung. Bei dem Unfall kamen alle 49 Personen an Bord der Maschine ums Leben.

## Flugzeug
Das Flugzeug war eine Antonow An-24B mit der Werksnummer 77303309, die im April 1968 an die rumänische Regierung übergeben und zunächst als Regierungsmaschine, später dann bei der TAROM eingesetzt wurde. In den frühen 1990er-Jahren ging die Maschine bei der neu gegründeten, zweiten staatlichen Fluggesellschaft aus Rumänien, Romavia, in Betrieb. Von April bis Dezember 1993 war die Maschine an die Kish Air verleast. Im Jahr 1995 verleaste die Romavia das Flugzeug an die Banat Air. Das zweimotorige Kurzstrecken-Passagierflugzeug war mit zwei Turboprop-Triebwerken des Typs Iwtschenko AI-24A mit einer Leistung von je 1.877 kW (2.552 PS) ausgestattet.

## Besatzung und Passagiere
Die gesamte Besatzung der Maschine stammte aus Rumänien und wurde von der Romavia gestellt. Die Cockpitbesatzung bestand aus dem Flugkapitän Ivan Vasile Dan Mircea, dem Ersten Offizier Ivan Marin, dem Navigator Cornel Vlaghea und den  Technikern Gheorghe Popescu, Viorel Ilie und Anesia Gliga. Darüber hinaus waren die Purserin Corina Chelu und der Flugbegleiter Alexandru Socol an Bord.
Den Flug hatten 41 Passagiere angetreten, von denen die meisten aus verschiedenen Regionen im Norden Italiens kamen.

## Wetter
Am frühen Nachmittag des Unfalltages begann es in Verona, leicht zu schneien. Zum Abend hin setzte dann ein starker Schneefall ein.

## Vor dem Abflug
Für die Wintersaison 1995–1996 hatte die private rumänische Fluggesellschaft Banat Air von der italienischen Luftfahrtbehörde die Genehmigung erhalten, auf der Strecke Bukarest–Timișoara–Verona Nonstop-Charterflüge durchzuführen. Der Flug wurde an wechselnden Tagen (Montag, Mittwoch, Freitag und Sonntag) im Auftrag des rumänischen Reisebüros Banat Air Travel in Zusammenarbeit mit der italienischen Agentur Business Jet durchgeführt. Das verwendete Flugzeug war normalerweise eine ROMBAC 1-11, die in Rumänien gefertigte Lizenzversion der britischen BAC 1-11. Der Flug wurde im Wet-Lease durchgeführt, die staatliche Romavia stellte jeweils Flugzeug samt Besatzung.
Die ROMBAC 1-11 konnte etwa hundert Passagiere befördern. Da für Flug vom 13. Dezember 1995 weniger Passagiere als gewöhnlich Tickets für den Flug gelöst hatten, beschloss die Fluggesellschaft, diesen mit einer kleineren Maschine vom Typ Antonow An-24 durchzuführen. Mit der Übermittlung des Flugzeugtyps gab es Probleme. Um 12:14 Uhr verschickte die Banat Air ein Fax nach Verona, in dem sie den Flugzeugwechsel mitteilte, jedoch angab, dass der Flug mit einer Tupolew durchgeführt werden würde. Der Mitarbeiter bemerkte das Schreiben nicht und leitete es daher auch nicht weiter. Um 15:11 Uhr traf ein weiteres Fax ein. Darin wurde korrigierend mitgeteilt, dass nicht eine Tupolew, sondern eine Antonow eintreffen würde. In der Zentrale in Verona wurde das Schreiben flüchtig durchgelesen und als Flugzeugtyp eine Tupolew vermerkt. Der Fehler fiel zunächst nicht weiter auf. Um 16 Uhr wurde der Fluglotse in Verona darüber informiert, dass es sich bei dem Flugzeug um eine Antonow An-24 mit 21 Tonnen Gewicht handele. Er korrigierte jedoch den Vermerk „Tupolew“ nicht, sondern notierte lediglich das Gewicht dazu.
Die Maschine sollte planmäßig um 16:00 Uhr Ortszeit in Timișoara starten und nach 1½ Stunden Flugzeit um 16:30 Uhr Ortszeit in Verona landen. Der Flug startete erheblich verspätet, um 18:43 Uhr Ortszeit in Timișoara. Um 18:50 Uhr Ortszeit landete die Maschine in Verona und rollte zum Gate B6, woraufhin 44 Passagiere ausstiegen und das Gepäck entladen wurde. Der Rampenwärter, ein Angestellter der Flughafenassistenzfirma SpA Valerio Catullo, kontaktierte Kapitän Mircea, übermittelte diesem den Wetterbericht, ging die Passagierliste durch und besprach mit Mircea den Ladeplan. Anschließend erfolgte das Boarding sowie die Gepäckverladung, die um 19.30 Uhr beide abgeschlossen waren.
Angesichts der widrigen Wetterbedingungen – es herrschte starker Schneefall – fragte der Abfertiger Kapitän Mircea, ob dieser eine Flugzeugenteisung vornehmen möchte. Der Vorgang hätte 12 Minuten in Anspruch genommenen und eine Rechnung von 250 Tausend Lira verursacht. Mircea lehnte eine Enteisung entschieden ab. Es wurden 2015 Liter Kerosin aufgetankt, womit die Maschine wieder vollgetankt war. Es befanden sich somit 4800 Liter Kerosin in den Tanks. Kapitän Mircea erklärte, dass er den Ladeplan selbst ausfüllen wolle. Kurz darauf lieferte der Rampenwärter den ausgefüllten Ladeplan im Büro der Flughafenzentrale ab. Bei dieser Gelegenheit fiel niemandem auf, dass dieser offensichtlich falsche Werte enthielt. Gemäß den Angaben hätte die Maschine 2000 Kilogramm Kerosin während des Stopps in Verona verbraucht. Kurz darauf erfuhr derselbe Mitarbeiter bei der Überprüfung der technischen Daten der Antonow im Archiv, dass auf früheren Flügen zwei Besatzungen derselben Fluggesellschaft den Plan für die abfliegende Fracht nicht eingereicht hatten. Das Problem wurde jedoch nicht weiter untersucht.
Der Tower gab dem Kapitän die Freigabe zum Start der Motoren. Fünf Minuten danach forderte der Betriebsleiter des Flughafens den Ladeplan der Antonow an, dieser lag dem zuständigen Mitarbeiter jedoch nicht vor. Angesichts des Fehlens dieses Dokuments beschloss das Büro, keine weiteren Kontrollen durchzuführen und informierte die Flugsicherung nicht über die unvollständige Dokumentation, aufgrund derer der Start hätte verweigert werden können.

## Unfallhergang
Um 19:33 Uhr erteilte der Fluglotse der YR-AMR die Freigabe, zur Startposition von Bahn 22 zu rollen. Nachdem die Besatzung diese Position erreicht hatte, erhielt sie die Anweisung, unmittelbar nach dem Start in westlicher Richtung zu fliegen, um das Dorf Sommacampagna gemäß den Bestimmungen über die Lärmbelastung zu umfliegen, und dann den Flug in südlicher Richtung fortzusetzen.
Zwanzig Minuten nach dem Beginn des Rollens, als sich die Wetterbedingungen verschlechterten (der Schnee wurde flockiger und die Sicht nahm von Minute zu Minute ab), begann die Antonow den Startlauf von Bahn 22. Kurz darauf ereignete sich der Unfall: Das Flugzeug befand sich im Anfangssteigflug und hatte eine Höhe von 200-300 Metern über dem Boden bei einer Fluggeschwindigkeit von 480 km/h erreicht. Kurz darauf, 49 Sekunden nach dem Start, kam es zu einem Strömungsabriss, den die Piloten aufgrund der geringen Flughöhe zu diesem Zeitpunkt nicht abfangen konnten. Innerhalb von 10-12 Sekunden stürzte die Maschine zu Boden und schlug nordwestlich von Bahn 04 in einer Entfernung von etwa 1500 m von der Landeschwelle der Startbahn auf. Die 4800 Liter Kerosin gerieten umgehend in Brand. Von den 49 Insassen schaffte es niemand, sich aus dem Wrack zu retten.

## Rettungseinsatz

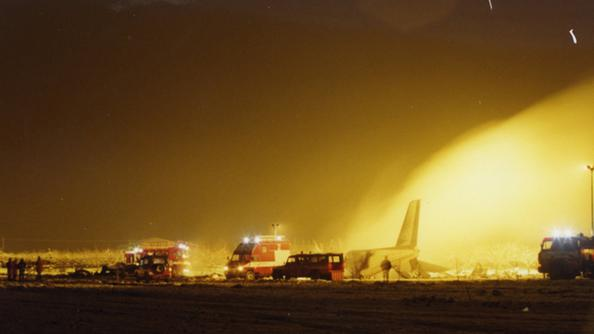
Lösch- und Bergungsarbeiten an der Absturzstelle

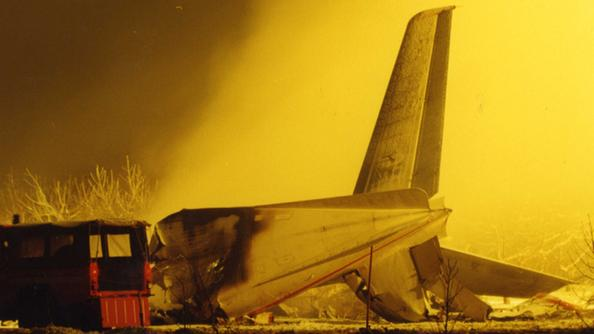
Das Wrack der Maschine

Um 19:56 Uhr suchte der Fluglotse in Villafranca die Maschine auf seinem Radar, um sich von der Besatzung eine Bestätigung des Starts einzuholen und sie anzuweisen, auf die Funkfrequenz von Garda zu wechseln. Der Lotse erhielt keine Antwort, auch nicht, nachdem er die Maschine drei- oder viermal ausrief. Nach Rücksprache mit der Anflugkontrolle von Garda, die ihm mitteilte, sie stehe nicht im Kontakt mit der Antonow, wurde die Flughafenfeuerwehr alarmiert. Ohne den genauen Absturzort zu kennen, begab sich diese sofort auf die Suche nach der Unfallstelle.
Innerhalb von einer Minute nach dem Absturz gingen mehrere Notrufe aus der Bevölkerung ein: Um 19.57 Uhr wählte eine Frau die Notrufnummer 113 und erklärte aufgebracht, dass ein Flugzeug „auf den Kopf gefallen“ war. Um 19:59 Uhr folgte der Anruf eines Bauern, der die Notrufnummer 115 wählte (deren Einsatzzentrale bereits mit dem Flughafen von Villafranca in Verbindung stand) und den Sturz eines Flugzeugs „in seinen Garten“ meldete. Die ersten beiden Anrufer waren nicht in der Lage, den Unfallort nachvollziehbar anzugeben. Ein dritter Anrufer, der um 20:06 Uhr die Notrufnummer 118 wählte, konnte schließlich genaue Angaben zum Ort des Absturzes machen.
Gegen 20:09 Uhr erreichten die Feuerwehrfahrzeuge die Absturzstelle in der Gegend von Poiane di Sommacampagna und begannen, die Flammen zu löschen. Zwei Minuten später trafen auch erste Krankenwagen ein. Innerhalb einer halben Stunde stellte sich heraus, dass es im Wrack der Antonow keine Überlebenden gab, sodass um 20.40 Uhr die meisten Rettungskräfte wieder abzogen.

## Opfer
Bei dem Unfall wurden alle 49 Personen an Bord getötet. Von den 41 getöteten Passagieren hatten 30 die italienische Staatsbürgerschaft. Mit 6 Passagieren und 8 Besatzungsmitgliedern kamen die zweitmeisten Opfer aus Rumänien, darüber hinaus wurden vier Serben und ein Niederländer getötet.
| Staatsangehörigkeit | Passagiere | Besatzung | Gesamt |
| ------------------- | ---------- | --------- | ------ |
| Italien             | 30         |           | 30     |
| Rumänien            | 6          | 8         | 14     |
| Serbien             | 4          | -         | 4      |
| Niederlande         | 1          | -         | 1      |
| Gesamt              | 41         | 8         | 49     |

## Unfalluntersuchung

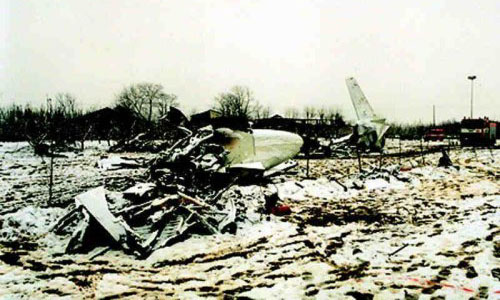
Trümmerteile am Absturzort

### Hypothese eines mechanischen Versagens
Kurz nach dem Unfall wurde eine Flugunfalluntersuchung eingeleitet. Die Ermittler gingen zunächst der Hypothese eines mechanischen Versagens nach. Dabei wurden vor allem mögliche mechanische Ausfälle vermutet. Eine Hypothese war, dass der rechte Motor ausgefallen sei. Hinweise auf ein solches Ereignis ergaben sich aus den Daten des Flugdatenschreibers und den Überresten der Cockpitinstrumente, deren Dekodierung durch die Kalibrierung auf andere Maßeinheiten als in Europa und die in kyrillischer Schrift geschriebenen Formulierungen erschwert wurden und die Zusammenarbeit mit Übersetzern erforderlich machten. Mehrere Passagiere, die auf dem Hinflug mit demselben Flugzeug geflogen waren, gaben bei Befragungen an, dass sie „hammerähnliche Schläge“ vom rechten Triebwerk gehört hatten, während das Fahrwerk herausgefahren wurde.
Bei der Untersuchung der Propellerfragmente wurden Schäden festgestellt, die zu einem Triebwerksschaden gepasst hätten. In einem solchen Fall hört der Propeller auf, sich zu drehen, und erzeugt einen hohen Luftwiderstand, der das Flugzeug verlangsamt. Es wurde fast sofort ausgeschlossen, dass dieses Problem durch das Ablösen von Eisstücken von den Tragflächen verursacht worden sein könnte: Da sich die Motoren der Antonow An-24 unter der Tragfläche befanden, wären sie vor einem solchen Ereignis geschützt gewesen. Im Falle des beschriebenen Szenarios hätte der Kapitän der Maschine die Propellerblätter in die Segelstellung bringen können, sodass diese durch eine parallele Ausrichtung zum Luftstrom wenig Luftwiderstand verursacht hätten. Jedoch wäre das Zeitfenster für die Ausführung dieses Manövers aufgrund der geringen Flughöhe womöglich zu kurz gewesen. Die starken Beschädigungen und Brandschäden, denen die Triebwerke und Instrumente ausgesetzt waren, ermöglichte es den Ermittlern jedoch nicht, mit hinreichender Sicherheit festzustellen, ob der beschriebene Fehler tatsächlich aufgetreten war.

### Menschlicher Faktor: Fahrlässigkeit
Bei den Untersuchungen wurde festgestellt, dass Fahrlässigkeit und Fehler der Piloten und des Bodenpersonals die Hauptursachen des Unfalls waren. Insbesondere wurde beanstandet, dass die Piloten trotz des heftigen Schneefalls und der Temperaturen unter dem Gefrierpunkt zum Zeitpunkt des Unfalls eine Enteisung der Tragflächen abgelehnt hatten. Es wurde gemutmaßt, dass diese Entscheidung insbesondere aufgrund des Kostenfaktors von 250.000 Lire für die Enteisung getroffen wurde. Eine derart rigide Sparpolitik, bei der Sicherheitsmaßnahmen aufgrund von Kostenüberlegungen verworfen wurden, sei unter Fluggesellschaften in Osteuropa nicht unüblich gewesen. Darüber hinaus seien die beiden Piloten der Ansicht gewesen, dass die Bauweise der An-24, deren Flugverhalten durch ihre großzügig bemessenen Flügelprofile theoretisch nicht durch geringe Eisansätze zu beeinträchtigen war, einen Start auch ohne vorherige Enteisung ermöglichte.
Die Piloten bedachten dabei nicht, dass das Eis nicht nur die aerodynamischen Eigenschaften veränderte, sondern auch das Gewicht der Maschine erhöhte, was zu einer Veränderung des Auftriebs führte und die Kontrollierbarkeit der Antonow wesentlich eingeschränkt hätte.
Bei der Untersuchung des Startgewichts der Antonow wurden die Ermittler auf weitere Unregelmäßigkeiten aufmerksam. Es stellte sich heraus, dass das Flugzeug vollbesetzt und vollgetankt gewesen war. Pro Passagier wurden 70 Kilogramm Gepäck verladen, obwohl jeweils 90 Kilogramm pro Passagier inklusive Gepäck zu kalkulieren gewesen wären. Die Ermittler kalkulierten, dass die Maschine im Gegensatz zu dem in den Betriebshandbüchern festgeschriebenen maximalen Startgewicht um rund 2000 Kilogramm überladen war. Aufgrund der Überladung hätte die Maschine keine Startfreigabe erhalten dürfen.
Wie aus den Ermittlungen zu den Abläufen am Flughafen vor dem Unfall hervorging, wurde der Start der überladenen und vereisten Maschine erst durch eine Ereigniskette ermöglicht, die eine Reihe von Nachlässigkeiten und Verfehlungen durch das Bodenpersonal in Verona enthielt. Bei einem disziplinierten Vorgehen der Angestellten hätte der Absturz der Antonow verhindert werden können. Die Ermittler kritisierten insbesondere das Einreichen eines fehlerhaften Flugplans. Nach geltenden Bestimmungen hätte auch aus diesem Grund der Start verhindert werden müssen. Das Personal in Verona hatte wenige bis keine Kenntnisse über den betroffenen Flugzeugtyp. Dessen technische Daten (einschließlich Betriebsanleitungen und Gewichtsgrenzen) waren nicht im ARCO-Programm enthalten. Die Zuständigkeiten für die Durchführung von entsprechenden Kontrollen unter diesen Bedingungen waren nicht klar geregelt.